# Planke
Planker (via middelnedertysk planke fra latin planca bræt, planke) er et stykke tømmer, der er fladt og aflangt, og hvis side er højere og længere end det er bredt.
Planker bruges primært i tømmerarbejde og snedkeri, og er en vigtig del af til konstruktionen af skibe, huse, broer og mange andre strukturer. Planker kan også bruges til hylder samt møbler som borde og bænke.
At "gå planken ud" var en form for henrettelsesmetode, særligt forbundet med pirater.